# Big Horn megye (Wyoming)
Big Horn megye az Amerikai Egyesült Államokban, Wyoming államban található. A 2010-es népszámlálás során a lakosság 11 668 volt. A megyeszékhely Basin. Big Horn megye Park, Washakie, Johnson, Sheridan, Big Horn és Carbon megyékkel határos.

## Története
Big Horn megyét Wyoming törvényhozója hozta létre 1890. március 12-én.Keletről a Bighorn-hegység öleli körbe. A megye eredetileg magába foglalta az egész Big Horn-medencét. 1909-ben a wymongi Park megyét elcsatolták a területétől. 1911-ben a Hot Springs megye és a Washakie megyék elszakadtak a területétől, így kialakultak a mai határai. Sheriffje jelenleg Ken Blackburn.

## Földrajza
Az Egyesült Államok Népszámlálási Hivatala szerint a megye összesen 3159 négyzetmérföld (8180 km²) területű, ebből a vízfelület 57 km² (0,7%).

### Szomszédos megyék
- Park megye - nyugat
- Washakie megye - dél
- Johnson megye - kelet
- Sheridan megye - kelet
- Big Horn megye - észak
- Carbon megye - north

### Főbb autópályák
- U.S. Route 14 Wyomingban
- U.S. Route 14 Alternate (Wyoming)
- U.S. Route 16
- U.S. Route 20
- U.S. Route 310
- Wyoming Highway 30
- Wyoming Highway 31
- Wyoming Highway 32
- Wyoming Highway 114
- Wyoming Highway 37

### Települések
- Basin
- Burlington
- Byron
- Cowley
- Deaver
- Frannie
- Greybull
- Lovell
- Manderson

#### Egyéb települések
- Hyattville
- Meadow Lark Lake
- Emblem
- Otto
- Shell

## Népesség
A település népességének változása:
| Lakosok száma | 11 461 | 11 674 | 11 730 | 11 767 | 11 994 | 12 022 | 11 521 |
|               | 2000   | 2010   | 2011   | 2012   | 2013   | 2015   | 2020   |